# هوغانسفيل
هوغانسفيل (بالإنجليزية: Hogansville, Georgia)‏ هي مدينة تقع في مقاطعة تراوب، جورجيا بولاية جورجيا في الولايات المتحدة. تبلغ مساحة هذه المدينة 17.3 (كم²)، وترتفع عن سطح البحر 217 م، بلغ عدد سكانها 2774 نسمة في عام 2010 حسب إحصاء مكتب تعداد الولايات المتحدة.

## معرض صور

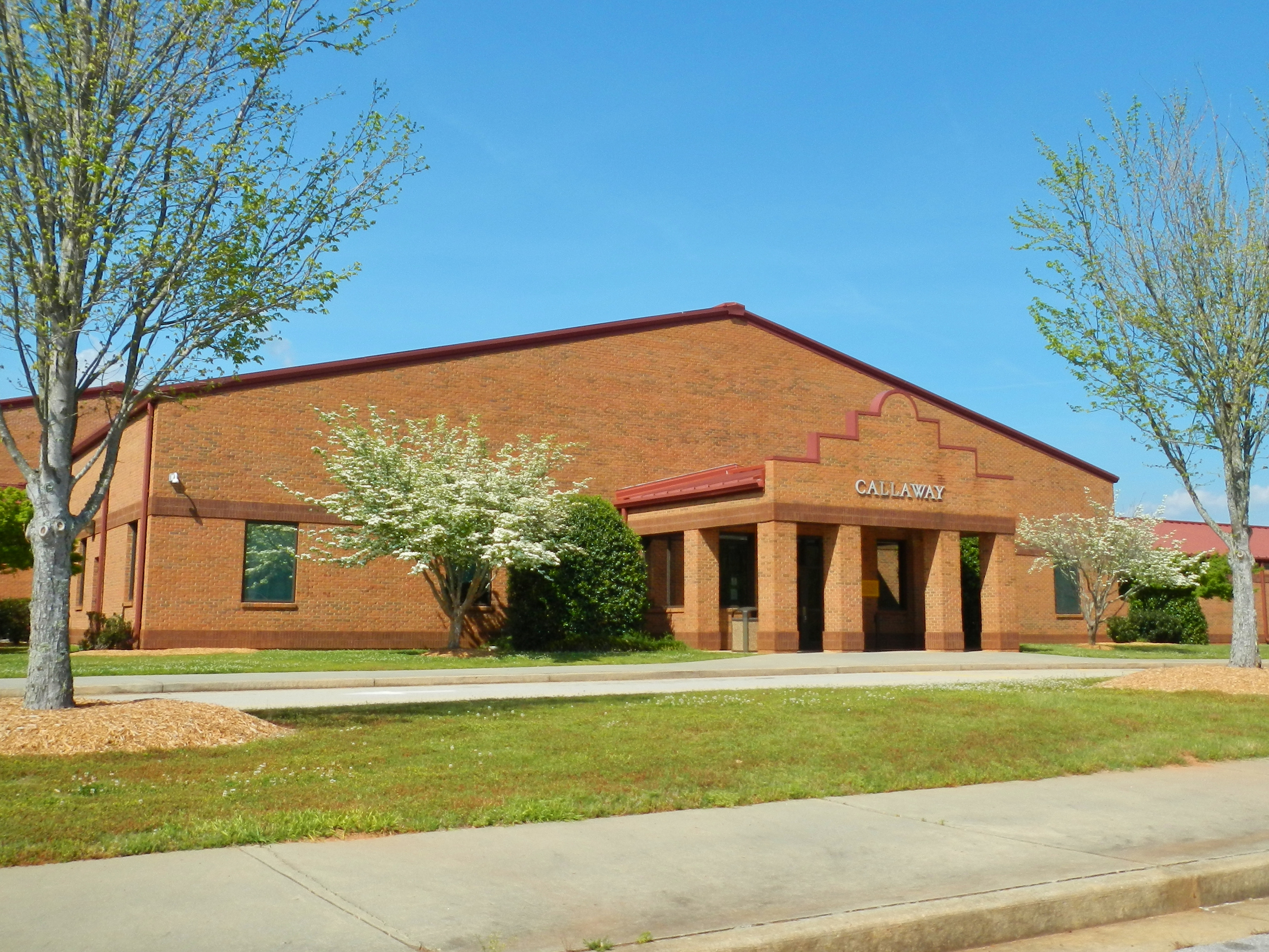
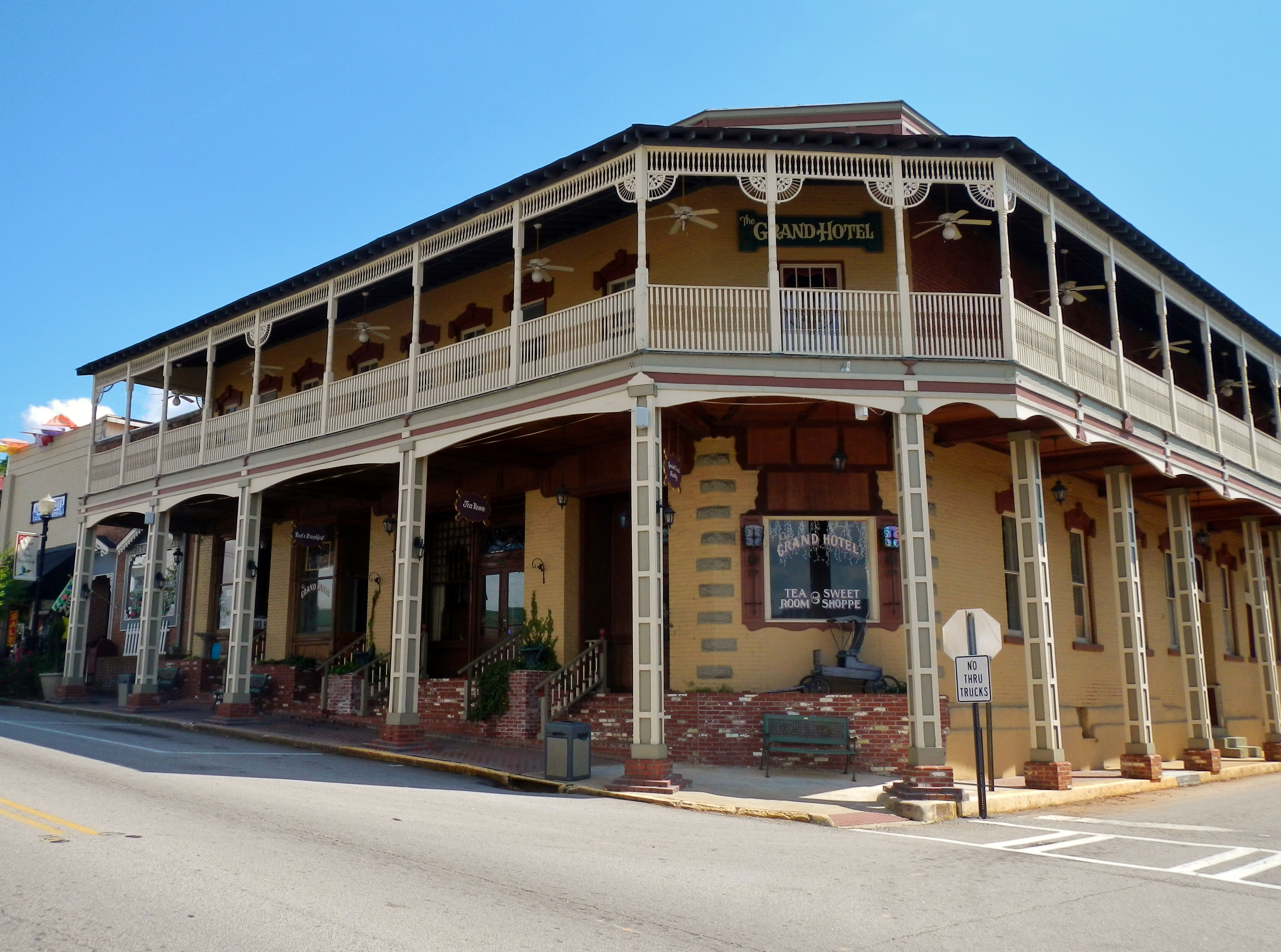
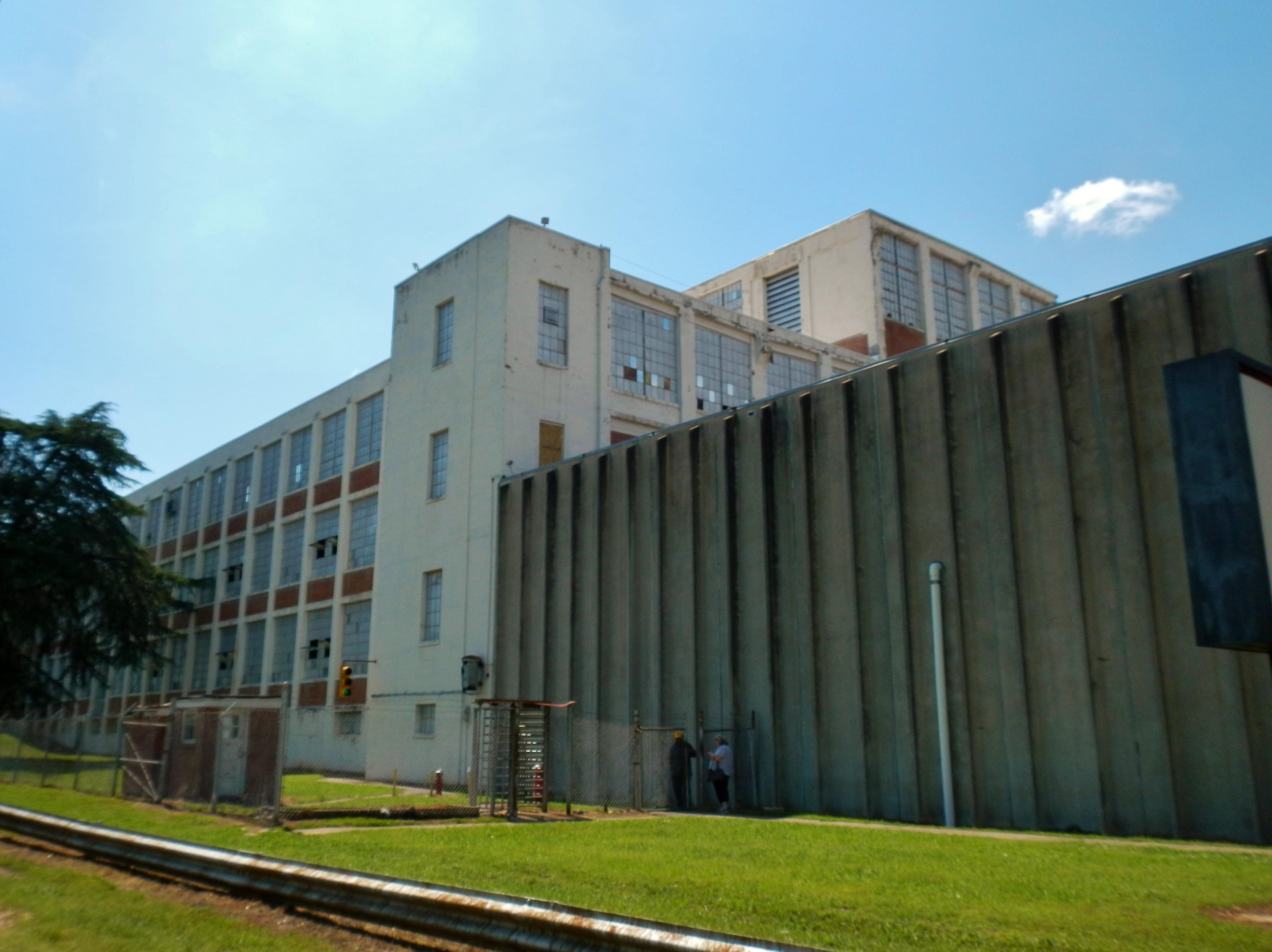
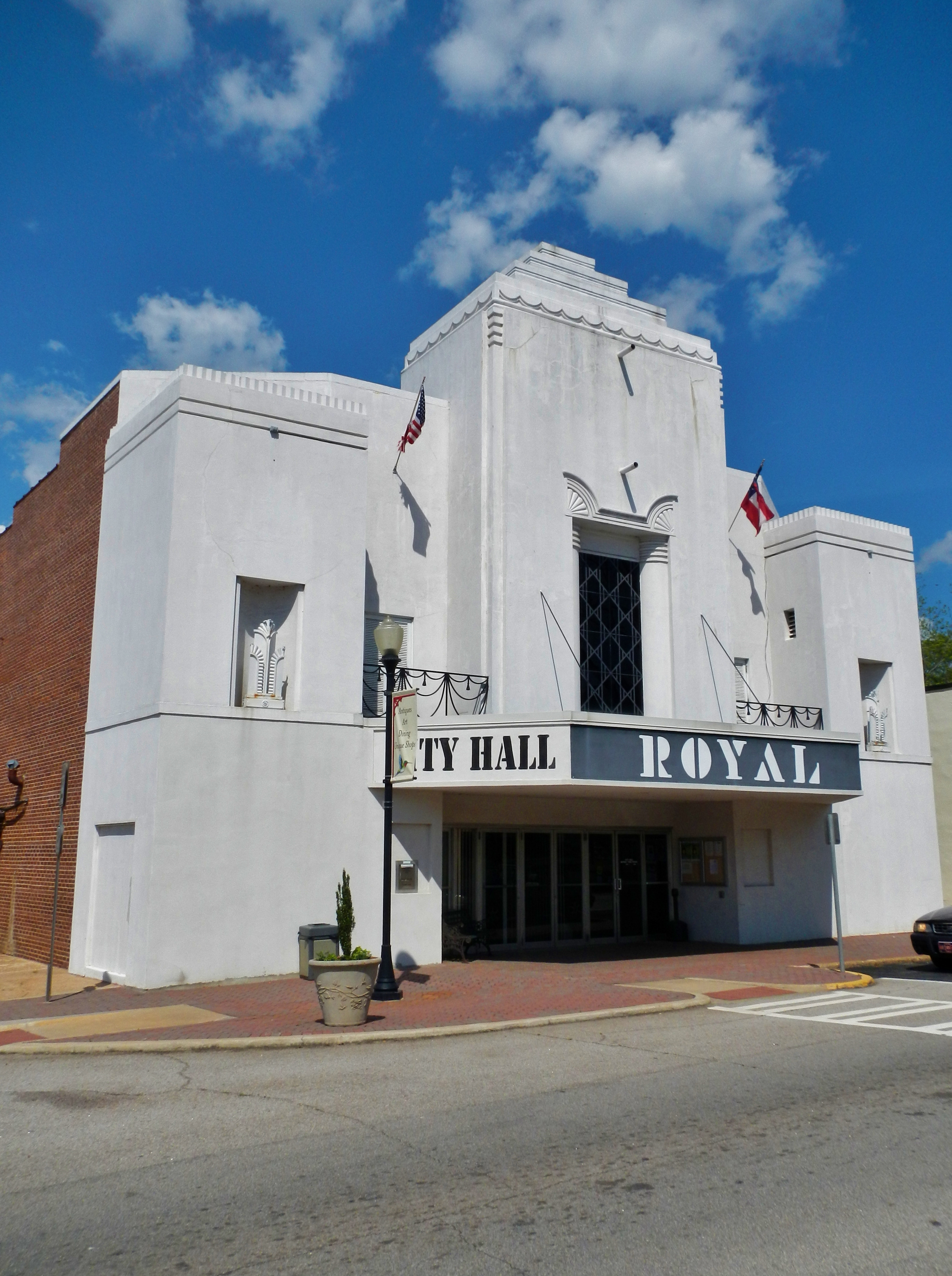

## أعلام
- غار هيرد
- ديريك سميث
- ألفرد جنكينز

## وصلات خارجية
- Cities & Counties - Georgia.gov